# Ewelina Ryznar
Ewelina Ryznar est une joueuse polonaise de volley-ball née le 1er octobre 1986 à Rzeszów. Elle joue au poste de central. 